# Frugärdesvägen
Frugärdevägen är en bebyggelse sydost om Norrköping  i Norrköpings kommun. Vid SCB;s ortsavgränsning 2020, men ej 2023, klassades bebyggelsen som en småort.